# Rosenbachsattel
Rosenbachsattel är ett bergspass i Österrike.   Det ligger i distriktet Villach-Land och förbundslandet Kärnten, i den sydöstra delen av landet, 260 km sydväst om huvudstaden Wien. Rosenbachsattel ligger 1 499 meter över havet.
Terrängen runt Rosenbachsattel är kuperad söderut, men norrut är den bergig. Rosenbachsattel ligger uppe på en höjd. Närmaste större samhälle är Villach, 18,7 km nordväst om Rosenbachsattel. 
I omgivningarna runt Rosenbachsattel växer i huvudsak blandskog. Runt Rosenbachsattel är det tätbefolkat, med 550 invånare per kvadratkilometer.